# Baby I'm Bored
Baby I'm Bored är ett musikalbum av Evan Dando som släpptes 25 februari 2003.

## Låtlista
1. "Repeat" – 3:13
2. "My Idea" – 2:34
3. "Rancho Santa Fe" – 4:23
4. "Waking Up" – 2:35
5. "Hard Drive" – 3:14
6. "Shots Is Fired" – 2:47
7. "It Looks Like You" – 3:15
8. "The Same Thing" – 3:42
9. "Why Do You Do This to Yourself" – 1:59
10. "All My Life" – 3:11
11. "Stop My Head" – 3:34
12. "In the Grass All Wine Colored" – 3:29